# Taurin
Taurin (neboli kyselina 2-aminoethansulfonová) patří mezi organické kyseliny a jde o významnou složku žluči (v konjugátech s cholovými kyselinami – žlučové kyseliny). V nižších koncentracích ho lze najít ve většině živočišných tkání. Taurin je derivátem aminokyseliny cysteinu, a proto je někdy řazen k aminokyselinám, přestože postrádá karboxylovou skupinu. Přesnější by proto bylo označení aminosulfonová kyselina. Taurin je vedle koenzymu M z methanogenních archeí jedna z mála známých přirozeně se vyskytujících sulfonových kyselin. Název taurin je odvozen z latinského taurus – býk, protože byl poprvé izolován německým vědcem Friedrichem Tiedemanem z býčí žluči.

## Fyziologická role
Taurin je konjugován pomocí své aminoskupiny s kyselinami chenodeoxycholovou a cholovou za tvorby žlučových solí (taurocholát sodný a taurochenodeoxycholát sodný). Díky svému nízkému pKa (1,5) zůstává sulfonová skupina taurinu záporně nabitá v širokém rozsahu pH a umožňuje tak těmto konjugátům sloužit jako výborné tenzidy (látky snižující povrchové napětí), což podmiňuje jejich funkci při trávení lipidů v tenkém střevě.
Taurin se účastní i dalších fyziologických dějů jako např. inhibice neurotransmise, stabilizace buněčných membrán, inhibice oxidačního vzplanutí neutrofilů a makrofágů, regulace tukové tkáně, regulace stálé hladiny vápníku v krvi.
Předčasně narozené děti, které postrádají enzym potřebný k přeměně cystathioninu na cystein, mohou trpět nedostatkem taurinu (který z cysteinu vzniká). Mateřské mléko taurin obsahuje, rovněž se taurin přidává do umělých kojeneckých formulí.

## Taurin ve výživě
Taurin je zcela esenciální látkou pro kočky, které si ho neumějí samy syntetizovat. Pokud taurin v potravě chybí, pak dochází k postupné degeneraci sítnice, což způsobuje problémy s viděním, které mohou skončit slepotou. Tato choroba se nazývá centrální degenerace sítnice (CRD). Z tohoto důvodu se taurin uměle přidává do speciální kočičí stravy.
Je také využíván běžně jako přísada energetických nápojů v dávkách 1000 až 2000 mg na jednu plechovku. Vyskytuje se i v dalších nápojích a dokonce čokoládových tyčinkách.

## Nežádoucí účinky
Při dlouhodobějším překračování doporučených dávek (nad 5 000 mg) může mít i taurin jako jiné další látky nežádoucí účinky. Mezi ty potvrzené mohou patřit průjmy, poruchy paměti či útlum CNS.